# رزیپ (آدیامان)
رزیپ (به ترکی استانبولی: Rezip) یک منطقهٔ مسکونی کردنشین در ترکیه است که در آدیامان واقع شده‌است. رزیپ ۷۴۹ نفر جمعیت دارد و ۱٬۰۲۰ متر بالاتر از سطح دریا واقع شده‌است.